# Jesenikia sensibilis
Jesenikia sensibilis är en urinsektsart som först beskrevs av Cassagnau 1959.  Jesenikia sensibilis ingår i släktet Jesenikia och familjen Isotomidae. Inga underarter finns listade i Catalogue of Life.